# Saunders Roe Nautical 4

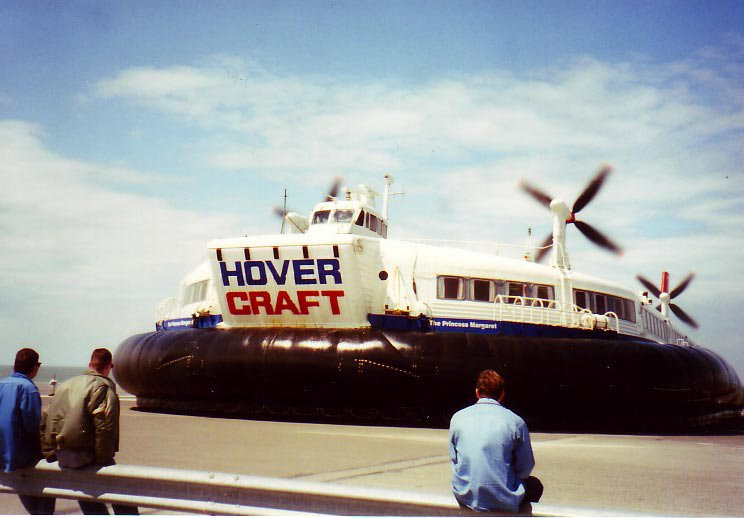
SR.N4 Mk.III in Calais

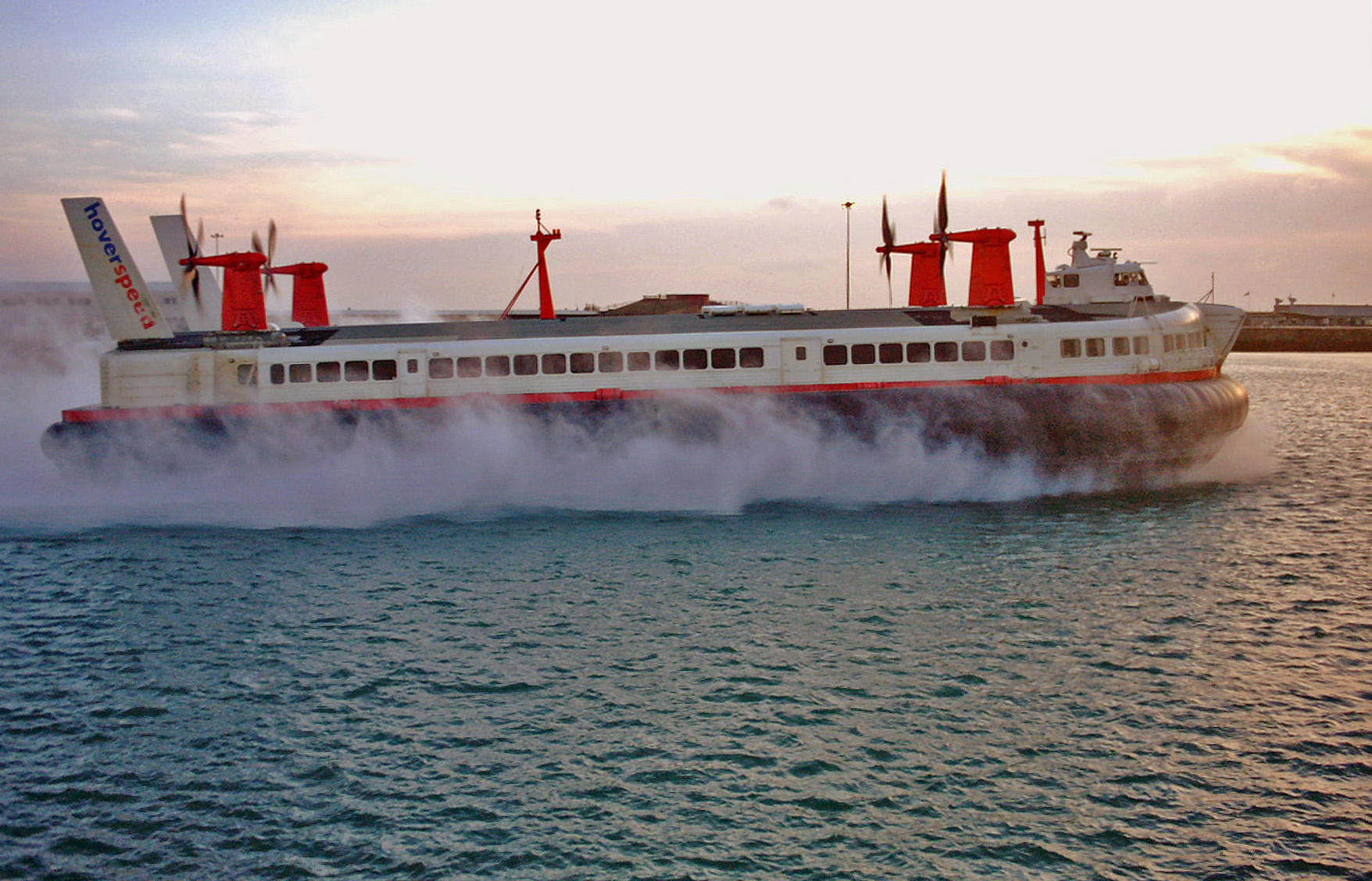
SR.N4 Mk III am letzten Betriebstag, dem 1. Oktober 2000

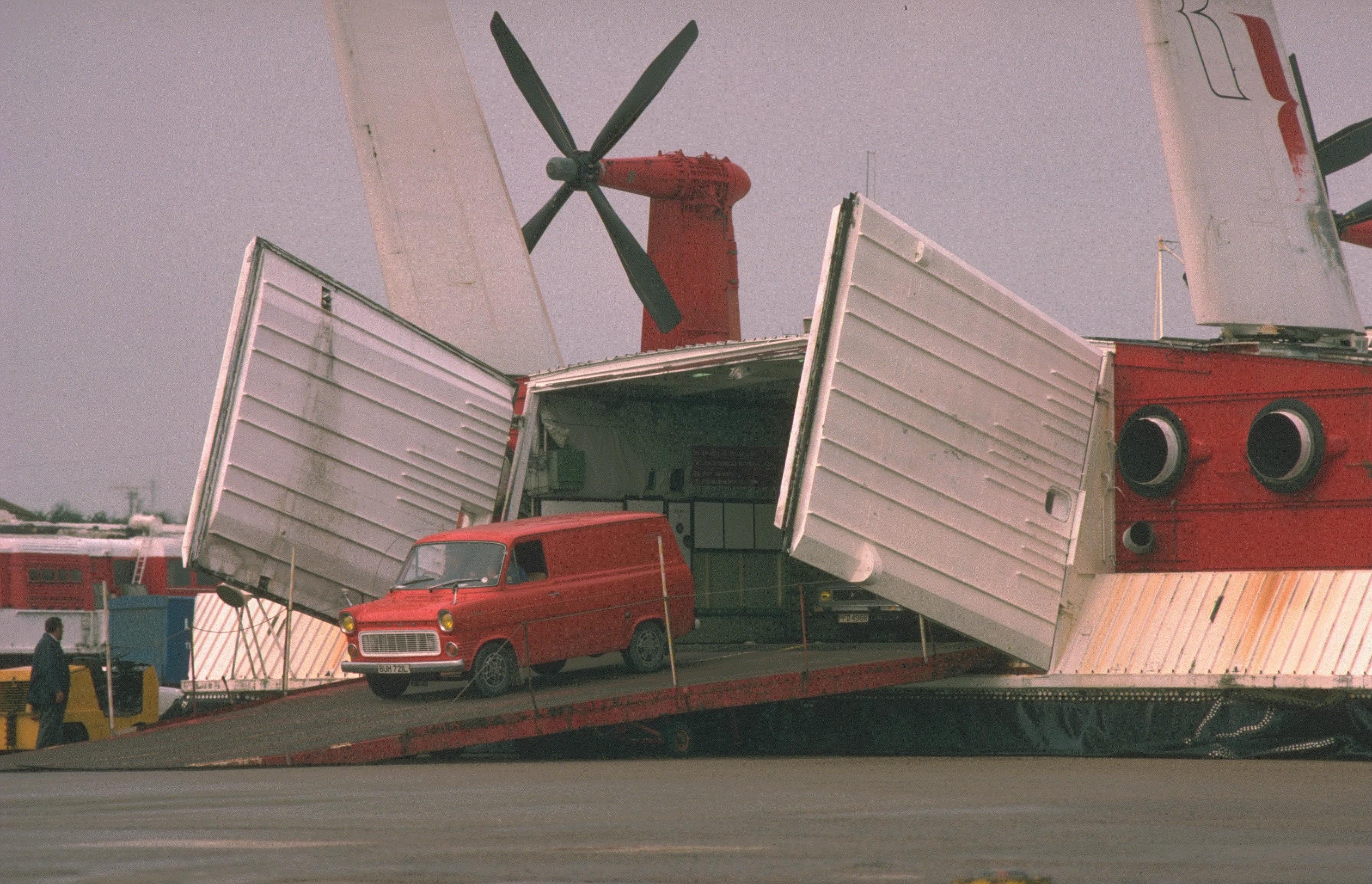
Fahrt aus einer SR.N4 Mk II im September 1977

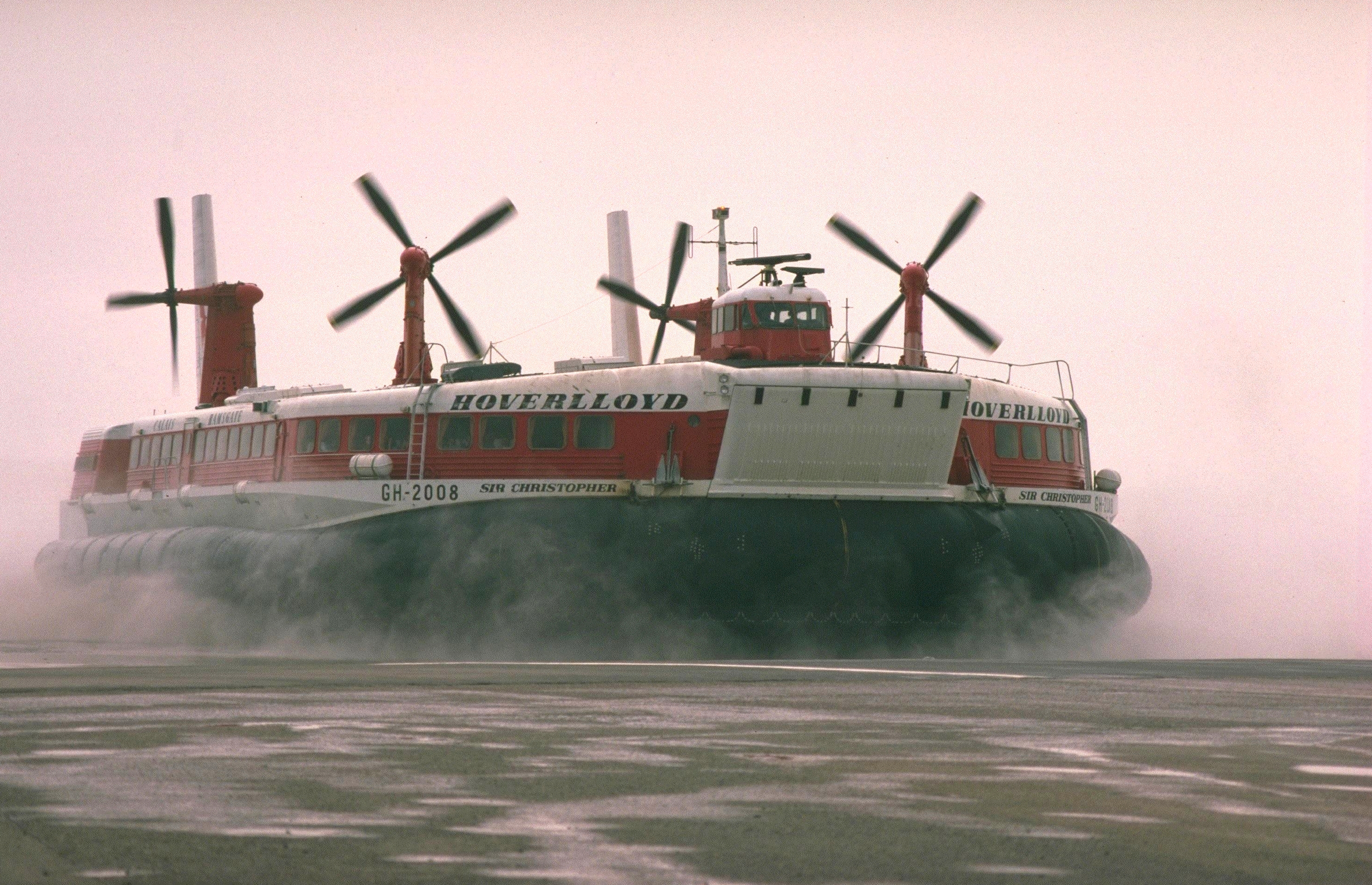
Ankunft der Sir Christopher

Die Saunders Roe Nautical 4 (SR.N4), auch als Mountbatten-Klasse bezeichnet, war eine Klasse britischer Luftkissenfahrzeuge. Die Hovercrafts wurden zwischen 1968 und 1977 von der British Hovercraft Corporation in East Cowes auf der Isle of Wight gebaut und waren bis zum Jahr 2000 im Einsatz. Die SR.N4 Mk.III waren nach der Zubr-Klasse die größten Luftkissenfahrzeuge, die je gebaut wurden.

## Geschichte

### Bau und Indienststellung
1965 nahm die Reederei Hoverlloyd mit reinen Passagierhovercrafts die erste Verbindung zwischen Ramsgate und Calais über den Ärmelkanal auf. Zeitgleich begann die Werft Saunders-Roe mit der Entwicklung eines größeren Luftkissenfahrzeuges zum Transport von Passagieren und Pkw. Die SR.N4 Mk I sollte nicht nur eine größere Kapazität haben, sondern auch bei schlechter Witterung zuverlässig eingesetzt werden können. Die Vorgängermodelle konnten aufgrund ihrer Konstruktion nur in der Sommersaison auf dem Ärmelkanal operieren. 1966 fusionierte Saunders Roe mit dem Konkurrenten Vickers Supermarine zur British Hovercraft Corporation. Noch im selben Jahr bestellte Hoverlloyd drei SR.N4 für die Verbindung von Ramsgate nach Calais. Seaspeed, eine Tochtergesellschaft der British Rail, bestellte zwei weitere Hovercrafts für die Route von Dover nach Boulogne.
Am 4. Februar 1968 startete der Prototyp der SR.N4 zu einer ersten Testfahrt auf dem Solent, wobei bereits Spitzengeschwindigkeiten von fast 60 Knoten erreicht wurden. Die erste Überquerung des Ärmelkanals fand am 11. Juni desselben Jahres von Dover nach Boulogne statt. Nach dem Abschluss der Testfahrten wurde der Prototyp auf den Namen The Princess Margaret getauft und nahm am 1. August die reguläre Verbindung zwischen Dover und Boulogne auf. Am 2. April 1969 begann mit der Swift der Betrieb auf der Hoverlloyd-Verbindung von Ramsgate nach Calais. Bereits zum Jahresende standen mit der Sure und The Princess Anne auf beiden Linien jeweils zwei Hovercrafts zur Verfügung. Während der Wintersaison 1971/72 setzte Seaspeed erstmals ein Hovercraft auf der Verbindung von Dover nach Calais ein. Am 3. Juli 1972 nahm Hoverlloyd die dritte SR.N4 in Betrieb, die zu Ehren des Erfinders Christopher Cockerell auf den Namen Sir Christopher getauft wurde. Zur Abfertigung der SR.N4 waren sogenannte Hoverports errichtet worden, die anfangs lediglich aus einer betonierten Fläche bestanden. Die Hovercrafts fuhren direkt aus dem Wasser auf diese Flächen und wurden dort über eine Bug- und Heckrampe be- und entladen. Da sie im RoRo-Design konstruiert worden waren, war es möglich, sie in weniger als 15 Minuten komplett zu ent- und beladen.

### Modifikation
1973 begann Hoverlloyd mit dem Umbau seiner SRN.4 Mk I, die daraufhin die Bezeichnung Mk II erhielten, und orderte gleichzeitig ein viertes Hovercraft, The Prince of Wales, das bereits nach Mk II Standard gebaut werden sollte. Hierbei wurden die Innenkabinen der Fahrzeuge entfernt, um das Autodeck zu vergrößern. Die Hauptkabinen hingegen wurden nach außen vergrößert, um mehr Passagiere transportieren zu können. Die Kapazität konnte somit um 28 Passagiere und sechs PKW erhöht werden. Bereits vor der Umrüstung hatten alle SR.N4 eine neue Schürze erhalten, um auch bei schwererem Seegang eingesetzt werden zu können. 1976 entschied sich Seaspeed zu einem deutlich radikaleren Umbau als Hoverlloyd es getan hatte. Durch das Einfügen eines neuen Mittelteils sollten die Hovercrafts um 16 Meter verlängert werden. Die Leistung der vier Turbinen wurde um je 400 PS erhöht und Rolls-Royce konstruierte neue Propeller mit einem größeren Durchmesser. Die Passagierkapazität der neuen Mk III war nun auf 418 Plätze erweitert worden, auf dem Autodeck fanden bis zu 52 PKW Platz. Auf der Strecke zwischen Dover und Calais wurde knapp 1 Tonne Kraftstoff verbraucht.

### Das Ende der SR.N4 (Ausmusterung bei Hoverspeed)

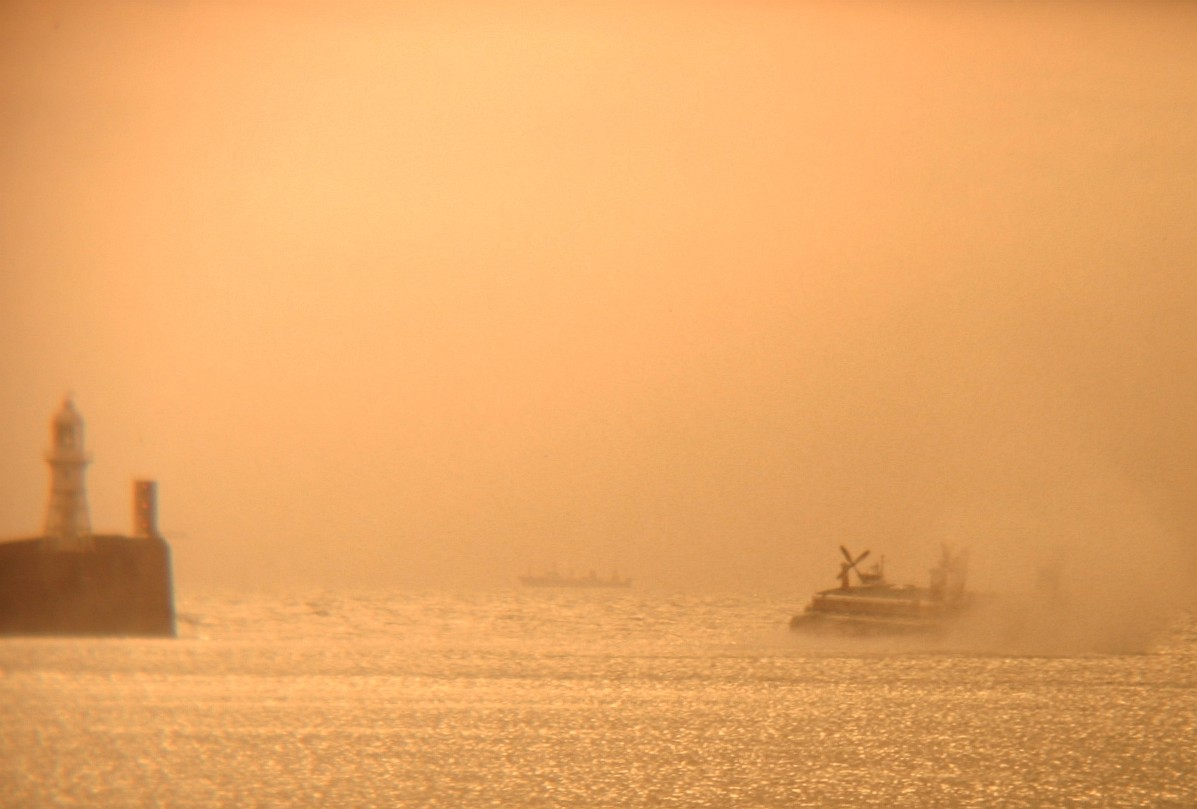
Eine SR.N4 Mk.II verlässt Dover

1981 fusionierten Hoverlloyd und Seaspeed zu Hoverspeed. Die weniger rentable Verbindung von Ramsgate nach Calais wurde eingestellt, die Verbindungen von Dover nach Calais und Boulogne intensiviert. 1983 entschied sich das Unternehmen die Sure als erste SR.N4 auszumustern, da der Betrieb von sechs Hovercrafts unrentabel erschien.
Im September 1991 musterte Hoverspeed die drei verbliebenen SR.N4 Mk II aus. Sie wurden auf der Verbindung von Dover nach Boulogne durch Katamarane ersetzt. Ein wesentlicher Grund für die Ausmusterung war, dass Rolls-Royce die Produktion der Propeller eingestellt hatte. Hinzu kam ein genereller Mangel an Ersatzteilen. Die beiden Mk III wurden jedoch weiter betrieben, teilweise mit Ersatzteilen aus den ausgemusterten Mk II, da sich die Katamarane als relativ unzuverlässig erwiesen und die Auslastung nicht den Erwartungen entsprach. In den folgenden neun Jahren erwirtschafteten die beiden verbliebenen Hovercrafts weiterhin Gewinne, die Auslastung lag im Jahresdurchschnitt bei etwa 70 Prozent.
Am 2. Oktober 2000 wurden auch die beiden SR.N4 Mk III durch zwei Katamarane ersetzt und als Grund angegeben, dass die Hovercrafts nicht genug Fahrzeuge fassten und ihre Passagiere während der Fahrt nicht aufstehen konnten, um beispielsweise einzukaufen. Die Katamarane boten rund 50 % mehr Kapazität, brauchten aber rund 50 % mehr Fahrzeit. Die Entscheidung stieß auf viel Unverständnis bei Passagieren und Mitarbeitern. Für die Reederei Hoverspeed erwies sich die Ausmusterung der Hovercrafts als fatal. Im November 2005 musste sie aufgrund mangelnder Auslastung der Katamarane Konkurs anmelden.

### Verbleib der SR.N4

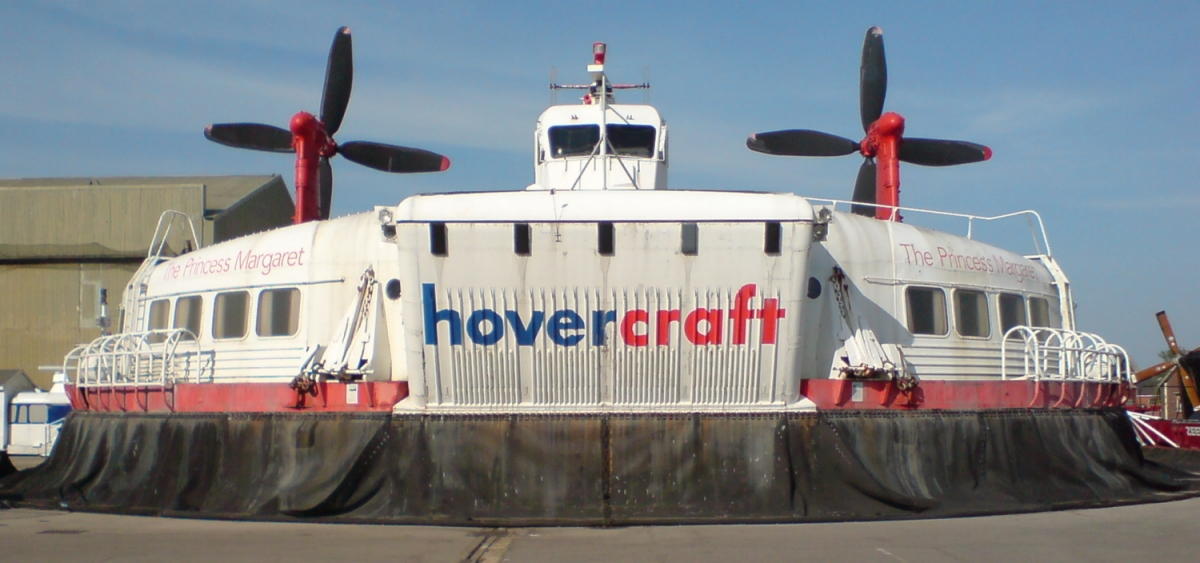
The Princess Margaret im Hovercraft-Museum Lee-on-Solent 2008

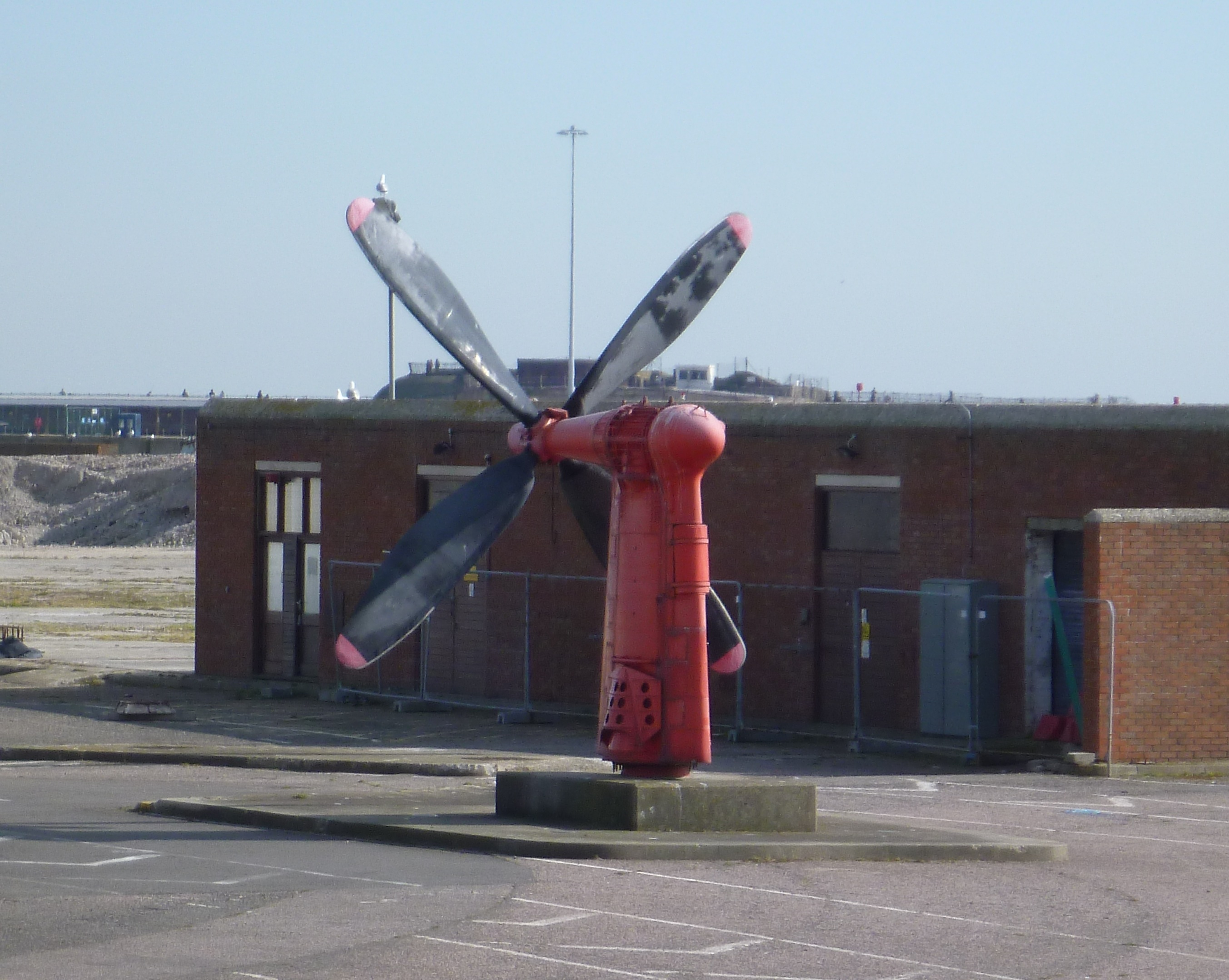
Propeller im Hafen von Dover 2012

Von den ursprünglich sechs SRN4 waren bis 2018 noch die beiden bis zuletzt eingesetzten Exemplare The Princess Anne und The Princess Margaret erhalten. Letzteres Exemplar diente allerdings als Ersatzteillager für The Princess Anne und wurde schließlich demontiert und verschrottet, womit The Princess Anne nun das einzige verbleibende SR.N4 ist. Das Exemplar befindet sich heute auf dem Gelände des Hovercraft-Museums in Lee-on-Solent in Großbritannien. Im November 2005 wurden The Princess Anne und The Princess Margaret zwar für 500.000 Pfund an den britischen Millionär Wensley Haydon-Baillie verkauft und dem Museum fehlten die nötigen Geldmittel zum Erwerb und Unterhalt. Anfang 2006 hatte Haydon-Baillie jedoch angedeutet, dem Museum zumindest eines der beiden Hovercrafts dauerhaft zu überlassen. Das dritte Exemplar Swift wurde zwar bereits 1994 vom Museum in Lee-on-Solent erworben, musste jedoch 2004 aufgrund des schlechten Zustands verschrottet werden. Die Hovercrafts Sure und Sir Christopher wurden 1983 beziehungsweise 1998 ebenfalls verschrottet, wie auch The Prince of Wales, nachdem dieses Exemplar am 2. April 1993 in Dover durch einen Brand schwer beschädigt worden war.

## Rekorde
Mit einem Leergewicht von 265 und einem Maximalgewicht von 320 Tonnen waren die SR.N4 Mk III die größten je gebauten zivilen Luftkissenfahrzeuge. Ihre Propeller waren mit einem Durchmesser von 6,4 Metern die größten der Welt. Am 14. September 1995 stellte das Hovercraft The Princess Anne einen neuen Rekord für die Überquerung des Ärmelkanals auf. Es benötigte für die Strecke von Calais nach Dover 22 Minuten und damit zwei Minuten weniger als die Swift einige Jahre zuvor. Dieser Rekord wurde bis heute nicht gebrochen.

## Unfälle
Am 29. Oktober 1969 löste sich ein Propeller der Sure während des Starts in Ramsgate und beschädigte das Abfertigungsgebäude. Infolge des Zwischenfalls wurden alle vier SR.N4 umgehend stillgelegt, konnten jedoch bereits nach 48 Stunden den Betrieb wieder aufnehmen. Es stellte sich heraus, dass beim Austausch des Propellers am Vortag einige Bolzen nur ungenügend befestigt worden waren.
Der folgenschwerste Unfall eines Hovercrafts passierte am 30. März 1985: Bei hohem Seegang und starkem Wind kollidierte das Hovercraft The Princess Margaret bei der Einfahrt in den Hafen von Dover mit der Hafenmauer und wurde auf einer Länge von mehr als zehn Metern aufgerissen. Es gelang dem Kapitän, noch den Hoverport zu erreichen. Zwei der 370 Passagiere starben und über 50 wurden verletzt. Der Untersuchungsbericht stellte später fest, dass ein herkömmliches Fährschiff nach einer derartigen Kollision unmittelbar gesunken wäre und es der Konstruktion der SR.N4 zu verdanken sei, dass nicht mehr Menschen starben.

## Daten
|                           | SR.N4 Mk I  | SR.N4 Mk II          | SR.N4 Mk III         |
| ------------------------- | ----------- | -------------------- | -------------------- |
| Gewicht (max.)            | 165 Tonnen  | 200 Tonnen           | 320 Tonnen           |
| Länge                     | 39,68 m     | 39,68 m              | 56,38 m              |
| Breite                    | 23,77 m     | 23,77 m              | 23,77 m              |
| Höchstgeschwindigkeit     | 65 Knoten   | 70 Knoten (129 km/h) | 70 Knoten (129 km/h) |
| Reisegeschwindigkeit      | 60 Knoten   | 60 Knoten            | 60 Knoten            |
| Reichweite                | 450 km      | 450 km               | 450 km               |
| Leistung                  | 4 × 3400 PS | 4 × 3400 PS          | 4 × 3800 PS          |
| Einsetzbar bis Windstärke | 6           | 8                    | 9                    |
| Passagiere                | 250         | 278                  | 418                  |
| PKW                       | 30          | 36                   | 52                   |

## Produzierte SR.N4
| Hovercraft            | Kennung | Fertigstellung    | Indienststellung | Ausmusterung       | Verbleib                                    | Anmerkungen                          |
| --------------------- | ------- | ----------------- | ---------------- | ------------------ | ------------------------------------------- | ------------------------------------ |
| The Princess Margaret | GH-2006 | 4. Februar 1968   | 1. August 1968   | 1. Oktober 2000    | 2018 verschrottet                           | 1978 auf Mk-III-Standard umgerüstet. |
| Swift                 | GH-2004 | 10. Dezember 1968 | 2. April 1969    | 29. September 1991 | 2004 verschrottet                           | 1972 auf Mk-II-Standard umgerüstet   |
| Sure                  | GH-2005 | 1968              | 3. Juni 1969     | 1983               | 1983 verschrottet                           | 1974 auf Mk-II-Standard umgerüstet   |
| The Princess Anne     | GH-2007 | 1969              | 8. August 1969   | 1. Oktober 2000    | Hovercraftmuseum Lee-on-Solent              | 1977 auf Mk-III-Standard umgerüstet  |
| Sir Christopher       | GH-2008 | Mai 1972          | 3. Juli 1972     | 29. September 1991 | 1998 verschrottet                           | 1974 auf Mk-II-Standard umgerüstet   |
| The Prince of Wales   | GH-2054 | 1976              | 18. Juni 1977    | 29. September 1991 | Am 2. April 1993 durch einen Brand zerstört | Von Beginn an als Mk II konstruiert  |